# Иннинг-ам-Аммерзе
Иннинг-ам-Аммерзе (нем. Inning am Ammersee) — община в Германии, в земле Бавария. 
Подчиняется административному округу Верхняя Бавария. Входит в состав района Штарнберг.  Население составляет 4313 человек (на 31 декабря 2010 года). Занимает площадь 24,43 км².
Община подразделяется на 6 сельских округов.